# Lerista bipes
Lerista bipes là một loài thằn lằn trong họ Scincidae. Loài này được Fischer mô tả khoa học đầu tiên năm 1882.